# Naukowe Koło Chemików Uniwersytetu Jagiellońskiego
Naukowe Koło Chemików UJ – koło naukowe działające na Wydziale Chemii UJ. Zostało założone w 1904 r. jako drugie w ówczesnej Polsce (rok po Kółku Politechniki Lwowskiej). Pierwszym kuratorem Kółka Chemików Uniwersytetu Jagiellońskiego został prof. Karol Olszewski.
Członkowie koła biorą czynny udział w konferencjach naukowych, ogólnopolskich (Ogólnopolska Szkoła Chemii, Zjazdy Studenckiej Sekcji PTCh) i międzynarodowych (YoungChem, BaltChem i inne). Popularyzują chemię organizując pokazy, głównie na terenie Małopolski, m.in. podczas Małopolskiej Nocy Naukowców. Członkowie biorą udział w corocznym Festiwalu Nauki w Krakowie. Tradycją są organizowane Naukowe Rajdy Chemika.
Opiekunem koła jest dr hab. Mateusz Brela.

## Władze koła
Na mocy Regulaminu NKCh UJ władzami koła są: Prezes, Zarząd, Komisja Rewizyjna oraz Walne Zebranie.